# Marcel Maes
Marcel Maes (Deurle, 19 december 1944 - Wondelgem, 10 april 1997) was een Belgisch wielrenner.

## Levensloop en carrière
In het voorjaar van 1967 won hij als amateur de Vredeskoers. Het zou de enige overwinning van Maes blijven. Hij werd professioneel wielrenner in de zomer van 1967 bij de ploeg Willem II-Gazelle van Rik Van Looy. Hij was prof tot 1973. Daarna werkte hij als kraanman bij de NMBS. Maes overleed in 1997 op 52-jarige leeftijd in een verkeersongeval.

## Resultaten in voornaamste wedstrijden
| Jaar | Ronde van Italië | Ronde van Frankrijk | Ronde van Spanje |
| ---- | ---------------- | ------------------- | ---------------- |
| 1968 |                  | 49e                 |                  |

| Jaar | Milaan-San Remo | Luik-Bast.‑Luik |
| ---- | --------------- | --------------- |
| 1968 | 108e            | 30e             |